# Uromacer
Uromacer – rodzaj węży z podrodziny Dipsadinae w rodzinie połozowatych (Colubridae).

## Zasięg występowania
Rodzaj obejmuje gatunki występujące endemicznie na Haiti. 

## Systematyka

### Etymologia
Uromacer: gr. ουρα oura „ogon”; μακρος makros „długi”.

### Podział systematyczny
Do rodzaju należą następujące gatunki:
- Uromacer catesbyi (Schlegel, 1837)
- Uromacer frenatus (Günther, 1865)
- Uromacer oxyrhynchus Duméril, Bibron & Duméril, 1854